# J. Toledo
José Mário Arruda Toledo, mais conhecido pela forma abreviada J. Toledo (São Paulo, 15 de janeiro de 1947 — Campinas, 29 de setembro de 2007), foi um artista plástico, fotógrafo, cronista e biógrafo brasileiro.

## Biografia
José Mário Arruda Toledo inaugurou sua primeira exposição de pinturas aos 14 anos, tendo, mais tarde, estudado História da Arte com Sérgio Milliet (1898-1966), que o apresentou ao movimento surrealista. Nascido em São Paulo, J. Toledo radicou-se em Campinas ainda na juventude. De fato, foi um dos poucos artistas genuinamente surrealistas do Brasil , tendo realizado, em vida, exatas 99 exposições — incluindo uma retrospectiva no MAM de SP, em 1970. Sua centésima exposição foi uma homenagem póstuma ocorrida no Espaço CPFL Cultura, em Campinas, São Paulo. Hoje, suas obras encontram-se presentes em alguns museus, tais como o Museu de Arte Moderna de São Paulo (MAM).
J. Toledo também é o autor da mais completa biografia do artista plástico Flávio de Carvalho, com quem chegou a dividir uma exposição coletiva em 1970.
O crítico de arte Theon Spanudis escreveu sobre ele: "J. Toledo desenvolveu um surrealismo sui-generis que poderíamos chamar de existencialista". A escritora Hilda Hilst, de quem Toledo foi amigo, o influenciou enquanto cronista, e dela ele herdou o humor refinado e a visão crítica mordaz. J. Toledo foi cronista do jornal campineiro Correio Popular durante vários anos.
J. Toledo, autor do Dicionário de Suicidas Ilustres, suicidou-se em sua casa, no distrito de Sousas, em 2007.

## Cronologia
- ca.1957 - Inicia formação artística como autodidata
- ca.1958 - Tem aulas com o pintor Ortenha
- 1959 - Inicia curso de história da arte com Sérgio Milliet (1898 - 1966)
- 1962 - Muda-se para Campinas, São Paulo, e inicia curso de desenho e pintura, com Mario

de Oliveira, e história da arte, com Olavo Sampaio na Escola de Pintura e Desenho - EPD
- 1967 - Recebe bolsa de estudos da Inter-American Foundation for the Arts de Nova York

1969 - Funda o clube de Arte Moderna de Campinas - CAM, assessorado pelo crítico Marc
Berkowitz 
- 1970 - Participa, com Arturo Molina, dos trabalhos de restauração e decoração do Palácio

Boa Vista em Campos do Jordão, São Paulo 
- 1970 - Integra o comitê brasileiro da Association Internationale des Arts Plastiques da Unesco, em Paris
- 1971 - Trabalha em arquitetura junto a Flávio de Carvalho (1899-1973) na Fazenda

Capuava, em Valinhos, São Paulo
- 1972 - Recebe bolsa de estudos da Alliance Française
- 1972 - Participa do 1º Festival de Informação Artística da Universidade Estadual de

Campinhas - Unicamp
- 1974 - Participa do 1º Congresso Nacional de Cultura Artística da Fundação Armando

Álvares Penteado - Faap, falando sobre a vida e a obra de Flávio de Carvalho 
- 1986 - Prossegue suas pesquisas sobre a vida e a obra de Flávio de Carvalho, com o

recebimento da bolsa-auxílio pesquisa inicial do CNPq
- 1989 - Ingressa na Associação Brasileira de Pesquisadores em Arte - ABPA, da Escola de

Comunicações e Artes da Universidade de São Paulo - ECA/USP
- 1994 - Lança, pelas editoras Brasiliense e da Unicamp, Flávio de Carvalho: o comedor de

emoções, detalhada biografia do artista, com quem convive nos últimos anos de sua vida
- 2006 - Segundo colocado no Concurso de Contos UNICAMP Ano 40, com o conto Jogo de Caxangá[7].
- 2010 - Homenageado pela Academia Campineira de Letras e Ciências das Forças Armadas[8].

## Obras

### Biografias
- Flávio de Carvalho - o comedor de emoções - SP: Brasiliense/Unicamp, 1994.[9] (Com prefácio de Jorge Amado e capa de Wesley Duke Lee.)
- Dicionário de Suicidas Ilustres - RJ: Record, 1999.[10]

### Crônicas
- A Divina com mídia - crônicas bizantinas  - SP: Brasiliense, 1996. (Com apresentação de Ignácio de Loyola Brandão)
- Dois uísques em Cafarnaum - RJ: Record, 2006.[11]

### Exposições individuais
- 1960 - São Paulo SP - Individual, na Galeria Sawoy
- 1962 - Campinas SP - Individual, na Galeria Anhumar
- 1966 - Pecitos (Uruguai) - Individual, na Galeria Taller More
- 1968 - São Paulo SP - Individual, na Galeria Espaço
- 1969 - Campinas SP - Individual, na Galeria Coreto
- 1975 - Campinas SP - Individual, no MACC
- 2008 - Campinas SP - Tolegrafias, no Espaço CPFL Cultura (póstuma)
- 2009 - Campinas SP - J. Toledo - O Esplendor das Perplexidades, na Galeria de Arte da Escola Comunitária (póstuma) [12]

### Exposições Coletivas
- 1963 - Campinas SP - Coletiva, no Teatro Municipal
- 1964 - Campinas SP - Coletiva, no MACC
- 1965 - Campinas SP - 1º Salão de Arte Contemporânea de Campinas
- 1966 - Campinas SP - 2º Salão de Arte Contemporânea de Campinas
- 1967 - Campinas SP - 3º Salão de Arte Contemporânea de Campinas, no MACC
- 1967 - São Paulo SP - 9ª Bienal Internacional de São Paulo, na Fundação Bienal
- 1968 - Campinas SP - 4º Salão de Arte Contemporânea de Campinas, no MACC
- 1969 - Campinas SP - 5º Salão de Arte Contemporânea de Campinas
- 1969 - São Paulo SP - 10ª Bienal Internacional de São Paulo, na Fundação Bienal
- 1970 - São Paulo SP - Feira Livre de Arte da AIPA (Associação Internacional de Artistas

Plásticos) 
- 1970 - São Paulo SP - Flávio de Carvalho - J. Toledo: retrospectiva, no MAM/SP
- 1971 - Campinas SP - 7º Salão de Arte Contemporânea de Campinas
- 1971 - São Paulo SP - Coletiva, no Paço das Artes
- 1971 - São Paulo SP - Feira Livre de Arte da AIPA (Associação Internacional de Artistas

Plásticos)
- 1971 - Skopje (Iugoslávia) - Coletiva, no Museu de Arte Contemporânea de Skopje
- 1972 - Campinas SP - Grupo Hoje, no MACC
- 1973 - Campinas SP - Flávio de Carvalho e J. Toledo, na Galeria Girassol
- 1974 - São Paulo SP - 6º Panorama de Arte Atual Brasileira, no MAM/SP
- 1975 - São Paulo SP - Coletiva, no Masp
- 1976 - São Paulo SP - 8º Panorama de Arte Atual Brasileira, no MAM/SP